# Jean-Raymond Toso
Jean-Raymond Toso (* 17. Dezember 1952 in Aulnay-sous-Bois) ist ein ehemaliger französischer Radrennfahrer.

## Sportliche Laufbahn
Toso war im Straßenradsport aktiv. Als Amateur gewann er 1975 die Eintagesrennen Paris–Briare, Paris–Montargis und Paris–Épernay, 1976 die Trophée Peugeot du Nord-Est à Troyes. Zweiter wurde er in der Tour d’Émeraude 1975, bei Paris–Roubaix Espoirs hinter Gérard Simonnot, in der Tour de l’Essonne, bei Paris–Briare 1976. Dritter wurde er 1976 bei Paris–Évreux, Paris–Ézy, Paris–Vailly, Paris–Épernay sowie 1977 bei Paris–Auxerre. Im schottischen Milk Race 1975 kam er auf den 15. Platz. 1976 fuhr er die Internationale Friedensfahrt, er beendete das Etappenrennen nicht. 1976 wurde er mit der „Palmes d’or Merlin Plage“ geehrt, einer Auszeichnung für den besten französischen Amateur des Jahres.
Von 1977 bis 1981 war er Berufsfahrer. 1980 holte er einen Etappensieg in der Tour de Corse cycliste. In der Tour de France 1980 wurde er 48. Nach 1982 fuhr er wieder als Amateur.